# Eugeniusz Piasecki
Eugeniusz Witold Piasecki (ur. 13 listopada 1872 we Lwowie, zm. 17 lipca 1947 w Ptaszynie) – polski lekarz, teoretyk wychowania fizycznego i higieny szkolnej, harcmistrz Rzeczypospolitej, współtwórca terminologii harcerskiej. Patron Akademii Wychowania Fizycznego w Poznaniu.

## Życiorys
Był synem Wenantego (1832–1909), nauczyciela gimnastyki i jednego z pierwszych działaczy Towarzystwa Gimnastycznego „Sokół” we Lwowie. Studiował na Wydziale Lekarskim Uniwersytetu Jagiellońskiego, gdzie zapoznał się z ideami Henryka Jordana. W 1896 uzyskał dyplom uniwersytecki i wyjechał na krótko do Wiednia. Po powrocie do Lwowa w 1899 podjął pracę nauczyciela gimnastyki w C. K. IV Gimnazjum we Lwowie, pracując tam do 1914. Na przełomie 1899 i 1900 zakładał pierwsze uczniowskie drużyny piłkarskie, a w 1904 stworzył Klub Gimnastyczno-Sportowy przy IV gimnazjum oraz prowadzące szerszą, pozaszkolną działalność Towarzystwo Zabaw Ludu i Młodzieży. Klub Gimnastyczno-Sportowy przekształcił się w maju 1907 w klub Pogoń Lwów, którego Piasecki został pierwszym prezesem (pełnił tę funkcję do listopada 1909; później był członkiem honorowym klubu). Od 1909 wykładał jako docent teorię wychowania fizycznego i higieny szkolnej na Uniwersytecie Lwowskim. W 1912 wydał we Lwowie, wspólnie z Mieczysławem Schreiberem, drugi – po Andrzeju Małkowskim – polski podręcznik skautingu Harce młodzieży polskiej. Położył tam nacisk na kultywowanie tradycji narodowych, problematykę czynników ogólnowychowawczych, abstynencję, krajoznawstwo i wychowanie fizyczne i obywatelskie w ruchu harcerskim. Wprowadził liczne podstawowe terminy harcerskie – harcerz, harcmistrz, zastęp, zastępowy i inne. W latach 1913–1914 redagował we Lwowie pismo „Skaut”. Znalazł się w gronie osób, obdarzonych 7 grudnia 1927 stopniem harcmistrza Rzeczypospolitej. Zajmował się także popularyzacją narciarstwa, był współtwórcą Karpackiego Towarzystwa Narciarzy (1907).

W okresie I wojny światowej wykładał w Polskim Kolegium Uniwersyteckim w Kijowie higienę szkolną. Tak jak ojciec działał w TG „Sokół”. W 1919 r. reprezentował Związek Sokołów Polskich w państwie niemieckim na pierwszym zjeździe krajowym „Sokoła”, który stał się wstępem do utworzenia Związku Towarzystw Gimnastycznych „Sokół” w Polsce. W 1919 osiadł w Poznaniu, został profesorem Uniwersytetu Poznańskiego, gdzie wykładał teorię wychowania fizycznego i higieny szkolnej. Zakładał i przez lata kierował Katedrą Teorii Wychowania Fizycznego i Higieny Szkolnej przy Wydziale Filozoficznym (1919) oraz Studium Wychowania Fizycznego (1922) przy Wydziale Lekarskim tej uczelni. Studium przekształcono w 1950 w samodzielną Wyższą Szkołę Wychowania Fizycznego (od 1972 pod nazwą Akademia Wychowania Fizycznego), której w 1981 roku nadano imię Eugeniusza Piaseckiego. Był rzecznikiem uniwersyteckiego kształcenia nauczycieli wychowania fizycznego oraz autorem odpowiedniego programu nauczania. Wchodził w skład władz instytucji państwowych zajmujących się tą problematyką, a także był ekspertem Ligi Narodów. W 1920 założył i redagował miesięcznik „Wychowanie Fizyczne”. Był autorem pierwszej na świecie pracy na temat gimnastyki niemowląt (lata 30. XX wieku).

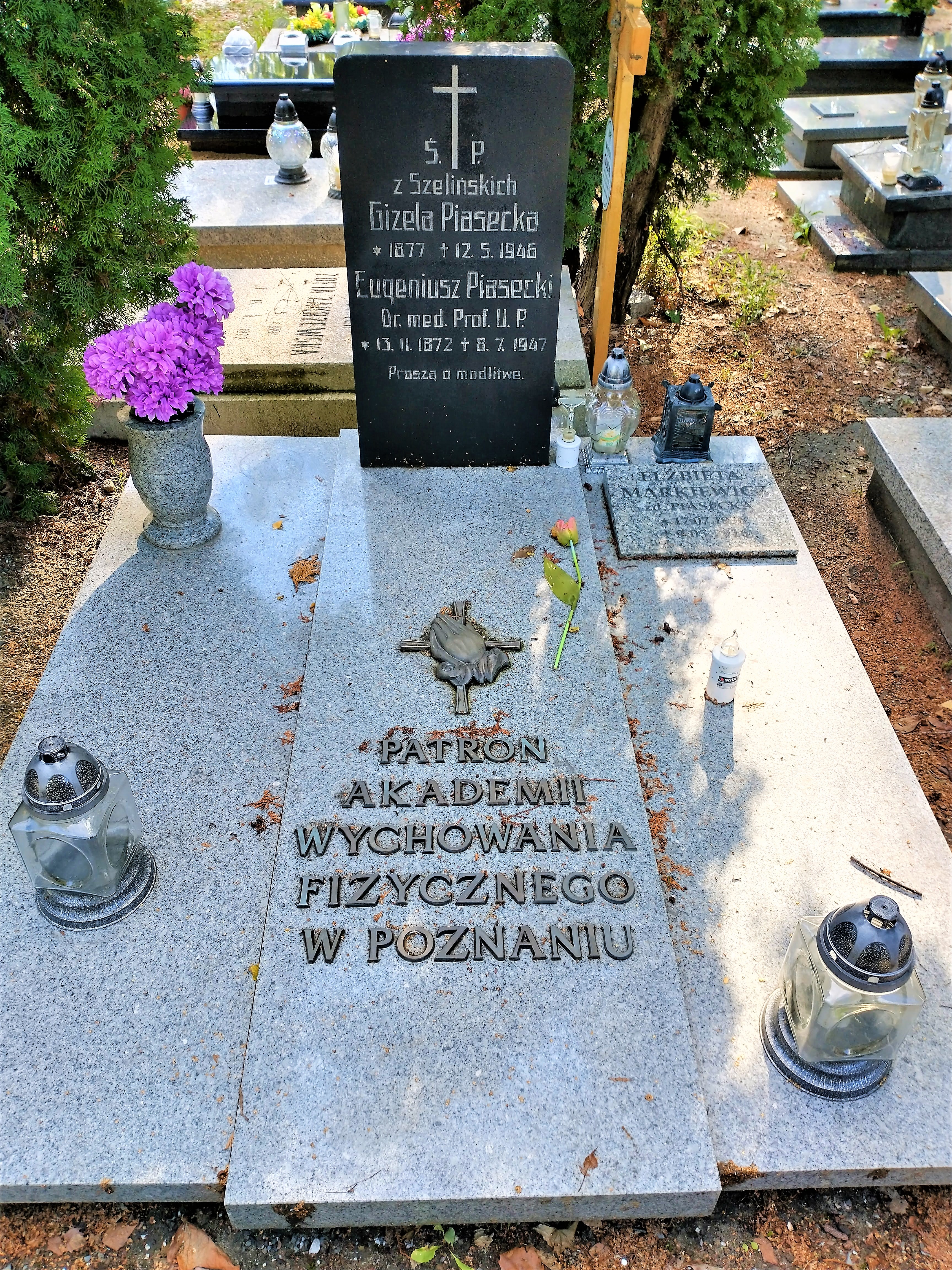
Grób na cmentarzu górczyńskim

5 czerwca 1898 ożenił się z Gizelą z Zielińskich (1877–1946) i miał z nią pięcioro dzieci. Byli to w kolejności: Eugenia, Stanisław, Władysław, Wanda (ur. 1905) i Leszek (ur. 1907).
Zmarł 17 lipca 1947 w wieku 74 lat. Został pochowany 21 lipca 1947 na cmentarzu Górczyńskim w Poznaniu (kwatera IPc1-1-11).

## Ordery i odznaczenia
- Krzyż Komandorski Orderu Odrodzenia Polski (2 maja 1923)[10][11][12]
- Krzyż Komandorski Orderu Świętego Sawy (Jugosławia)[11]

## Publikacje
- O sportach zimowych (1901)
- Atletyzm – a wychowanie (1902)
- Jak uprzyjemnić ćwiczenia cielesne? (1902)
- Piłka nożna (1902)
- O wpływie pewnych rodzajów pracy mięśniowej na rytm serca (1903)
- Les exercices de force au point de vue de l'hygiene (1904)
- Zasady Wychowania Fizycznego (1904)
- Igrzyska Narodowe (1905)
- Czy piękność zanika? (1906)
- Czy wstrzemięźliwość płciowa szkodzi zdrowiu? Zdania 25 powag lekarskich różnych krajów w dosłownym przekładzie (1906)
- Jednogodzinne wycieczki jako przyczynek do rozwiązania kwestyi wychowania fizycznego (1906)
- Piłka nożna polska: przyczynek do kwestyi wychowania fizycznego narodowego (1906)
- Contribution a l'étude des lois du travail musculaire volontaire (1907)
- Parki Jordanowskie (Sprawozdanie, przedłożone „Stałej komisyi zdrowotnej m. Lwowa” w lutym 1907) (1907)
- Przyczynek do wiadomości o prawach pracy mięśniowej (1907)
- Sprawozdanie z posiedzeń (X Zjazd Lekarzy i Przyrodników Polskich we Lwowie. Sekcya Wychowania Fizycznego) (1907)
- Ćwiczenia ratownicze w szkołach średnich: referat przedłożony Wysokiej Radzie Szkolnej Krajowej (1908)
- Heurystyczna metoda nauczania, zastosowana w wychowaniu fizycznem (Odczyt, wygłoszony na II-gim międzynarodowym kongresie hygienistów szkolnych w Londynie 1907 r. (1908)
- Wychowanie fizyczne na II Międzynarodowym Kongresie Hygienistów Szkolnych w Londynie, 5–10 sierpnia 1907 r. (1908)
- Badania nad niektórymi nowszymi sposobami odkażania jamy ustnej (1909)
- Epidemia płonicy w mieście Lwowie w latach 1907–1909: z polecenia komisyi, wybranej przez Radę królewskiego stoł. miasta Lwowa, dnia 27 sierpnia 1908 r. (1909)
- Zdobycze lat ostatnich w zakresie walki z chorobami zakaźnemi ostremi w szkole (1909)
- Les écoles polonaises et leurs conditions hygiéniques (1910)
- III Kongres Międzynarodowy Hygienistów Szkolnych w Paryżu, 2 do 7 sierpnia 1910 (1910)
- Hygiena pracy ręcznej w szkole (1911)
- Lekarze szkolni w Polsce (1911)
- Gimnastyka wychowawcza szwedzka w Polsce (1912)
- Pierwsza wystawa przeciwalkoholowa we Lwowie (1912)
- Harce jako doniosły środek kształcenia cielesnego (Referat odczytany na Sekcyi III Kongresu międzynarodowego kształcenia cielesnego w Paryżu, 1913 r.) (1913)
- Körperliche Erziehung der Jugend (1913)
- Zabawy i gry ruchowe dzieci i młodzieży, ze źródeł dziejowych i ludoznawczych przeważnie rodzinnych i z tradycji ustnej (1916)
- Harce młodzieży polskiej (Na podstawie dzieła gen. R. Baden-Powella p.t. „Scouting for Boys”) (1917, z Mieczysławem Schreiberem)
- Z dziedziny ortopedyi wojennej (fizyoterapia, protezy, reedukacya) (1917)
- Zabawy i gry ruchowe dzieci i młodzieży: ze źródeł dziejowych i ludoznawczych, przeważnie rodzimych i z tradycyi ustnej, wyd. II (1919)
- Dzieje wychowania fizycznego (1925)
- O przyszłość sportu (1929)
- Wychowanie fizyczne w uniwersytetach europejskich (1929)
- Granice wysiłków sportowych (1931)
- Wychowanie fizyczne (1931)
- Dalsze badania nad genezą ćwiczeń cielesnych: palant polski (1932)
- Lekarze w sokolstwie polskiem (1867–1932) (1932)
- Dalsze badania nad genezą ćwiczeń cielesnych: palant zagranicą (1934)
- Dawna szkoła polska jako rozsadniczka ćwiczeń cielesnych (1935)
- „Jaworowi ludzie”. Studjum z pogranicza folkloru i pedagogiki (1935)
- Kultura fizyczna jako problem wychowania narodowego (1935)
- Zarys teorji wychowania fizycznego (1935)
- Dalsze badania nad genezą ćwiczeń cielesnych (VII): Krąg (1936)
- Dalsze badania nad genezą ćwiczeń cielesnych (VIII): Zelman (1938)
- Próba gimnastyki niemowląt dokonana na materiale dzieci zdrowych (1946)